# ゲイヴィン・ハミルトン
ゲイヴィン・ハミルトン（Gavin Hamilton、1723年 - 1798年1月4日）はスコットランドの画家、考古学者、美術品収集家、美術商である。「新古典主義」の先駆けの画家の一人で、美術収集家として18世紀を代表する人物でもあった。ギャヴィン・ハミルトンと音訳されることもある。

## 略歴

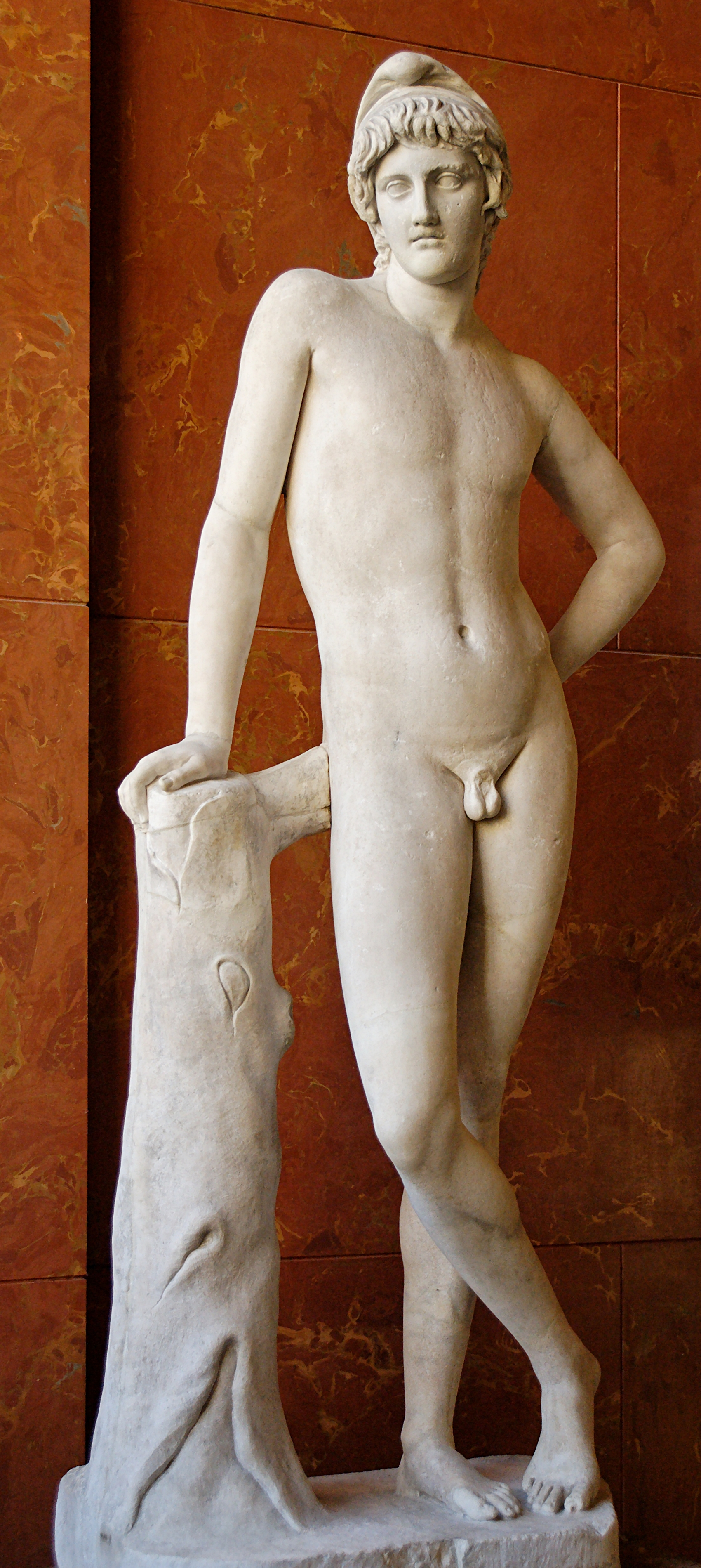
ハミルトンがヴィラ・アドリアーナで発掘した彫刻

スコットランド、ミッドランド・バレーのLanarkshireで生まれた。ハミルトンの名家の出身で、グラスゴー大学でギリシャ語を学んだ。1748年にローマに移り、歴史画家のアゴスティーノ・マズッチに絵を学んだ。1752年から1754年までイギリスに一旦帰国したが、再びローマで、イギリス人のための美術学校、Academy of English Professors of the Liberal Arts（イギリスの美術愛好家たちによって、在ローマ・フランス・アカデミーをまねて1752年に設立されたが、1758年に廃校になった。）でも、学んだ。1761年にトーマス・ジェンキンズ(1722-1798)とともに、ローマのアカデミア・ディ・サン・ルカの特別会員(Accademici di merito)になった。
古典主義のスタイルで歴史画を描き、ローマを訪れるイギリスの貴族たちの肖像画を描き、ヴィラ・モンドラゴーネの壁画も描いた。1764年からスコットランドの画家デヴィッド・アラン(David Allan :1744-1796)を弟子にした。同時期にローマに滞在していたアントン・ラファエル・メングスやヨハン・ヨアヒム・ヴィンケルマンといった新古典主義の推進者や若い女性画家アンゲリカ・カウフマンと交流した。
1769年に2世紀のローマ皇帝ハドリアヌスの別荘、ヴィラ・アドリアーナの考古学的発掘に参加し、オスティア・アンティカ遺跡のアッピア街道の発掘にも参加し,
18世紀後半で最も成功した考古学的発掘者であると考えられている。
美術収集家、美術商としても18世紀の代表する人物となり、レオナルド・ダ・ヴィンチの作品『岩窟の聖母』やドメニコ・ティントレットの作品『羊飼いの礼拝』、サルヴァトル・ローザの『ピタゴラス』などの絵画がハミルトンが購入することによって、後にイギリスの美術館が保有することになった。

## 作品

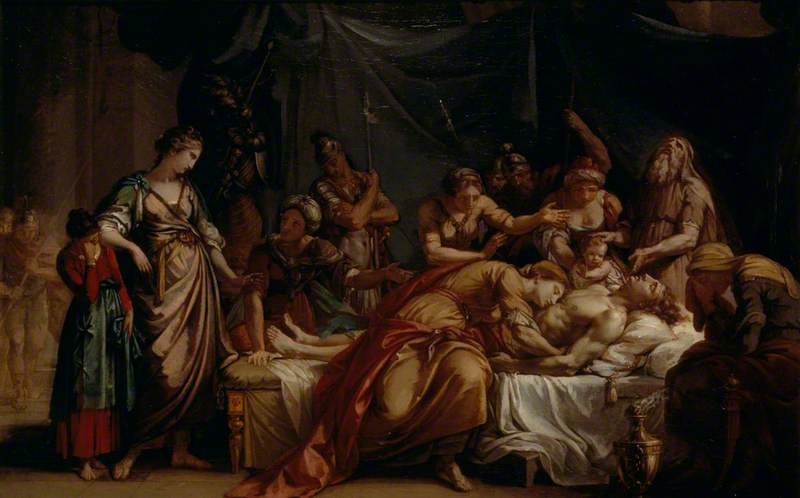
『ヘクトールの死を嘆くアンドロマケー』
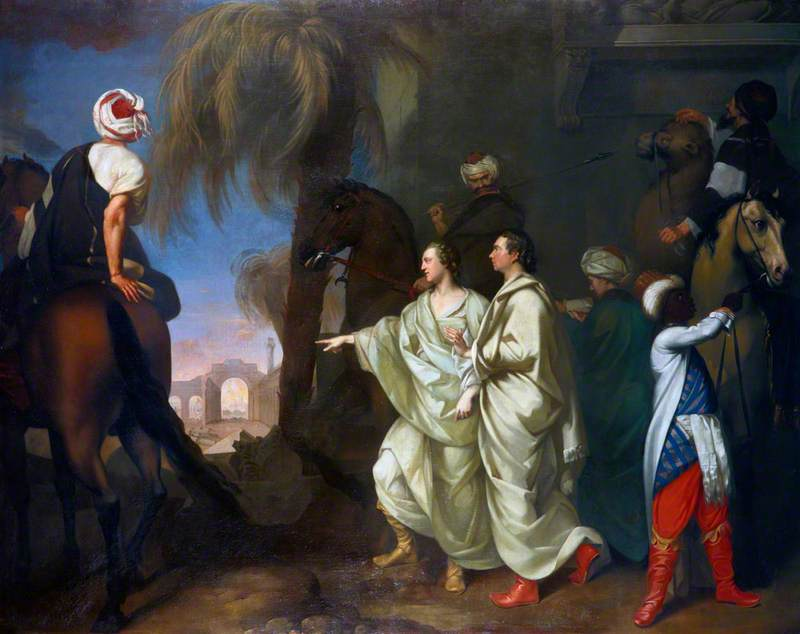
『パルミラの遺跡を発見したドーキンスとウッド』
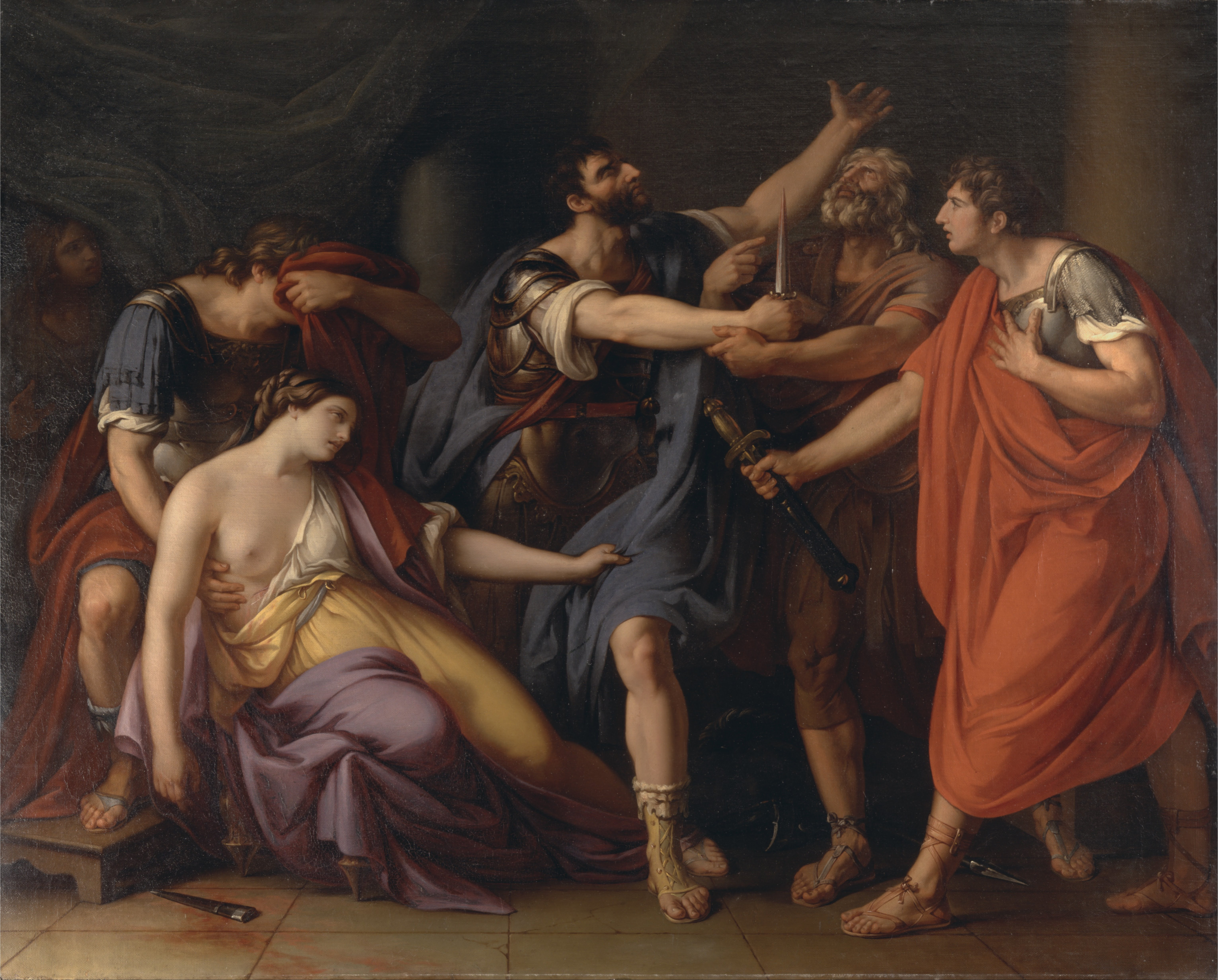
『ルクレティアの死』

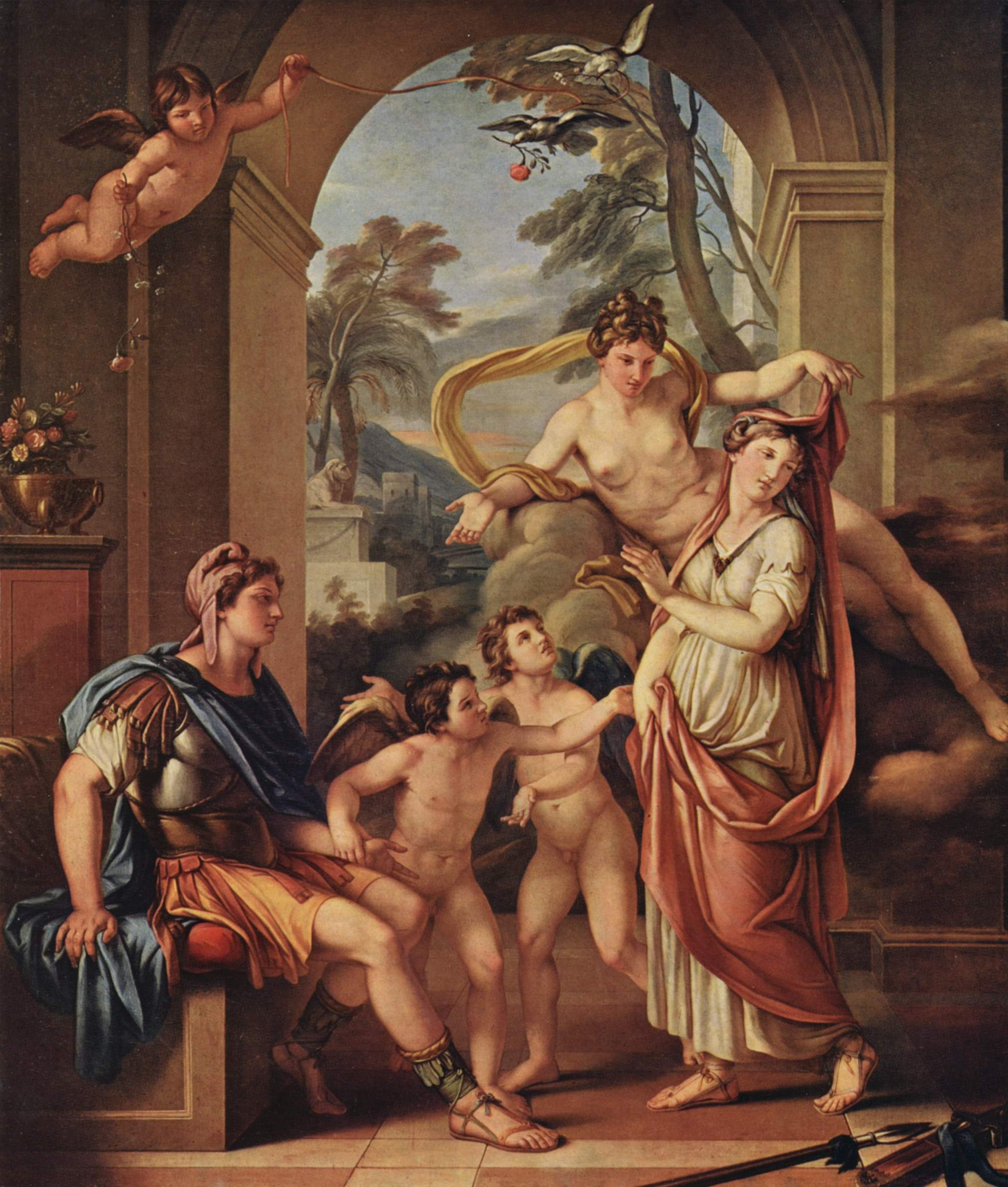
『パリスに、ヘレネーを与えるアプロディーテー』
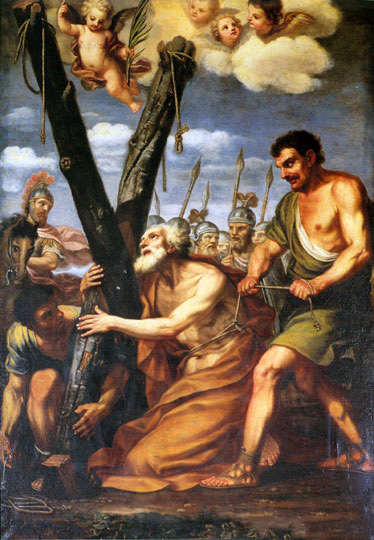
聖アンドリューの殉教
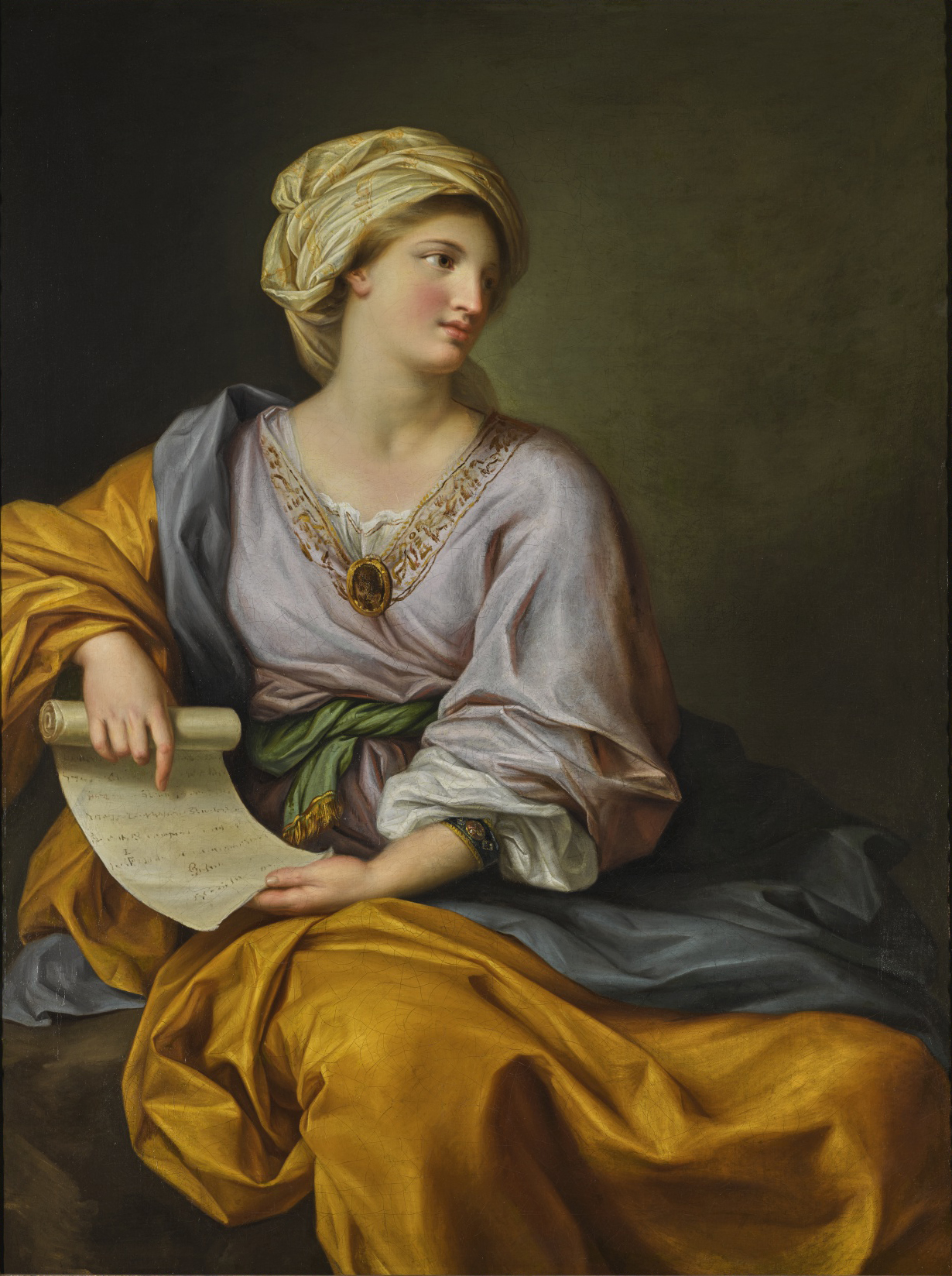
シビュラに扮したエンマ・ハミルトンの肖像
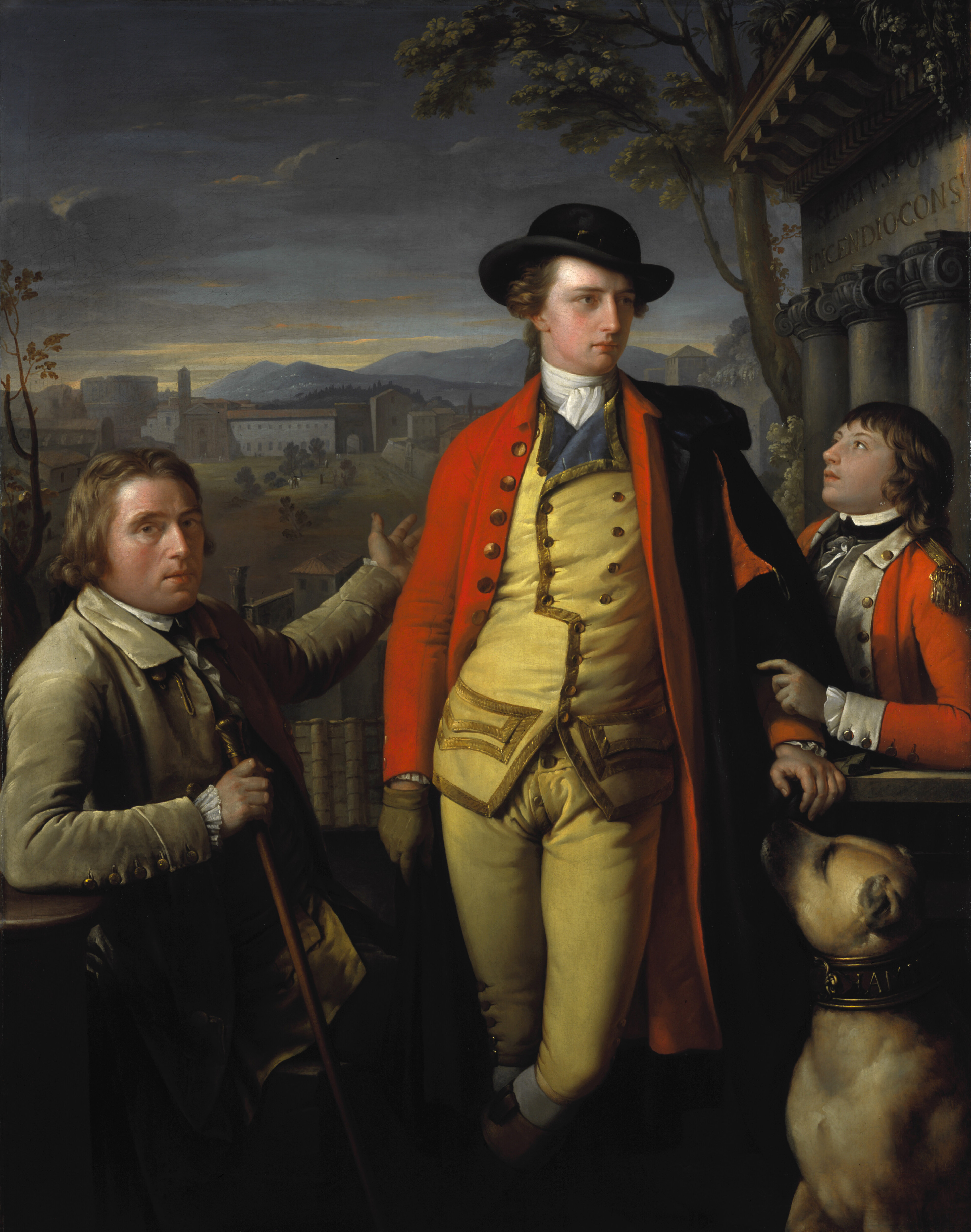
ハミルトン公爵と友人たち